# Willemijn Stokvis
Willemine Léonore (Willemijn) Stokvis (Vianen, 4 februari 1937) is een Nederlands kunsthistorica. 

## Persoonlijke gegevens
Stokvis was van 1961-1970 gehuwd met de kunstschilder Henrí de Haas (1937-2018), met wie zij twee zoons en drie kleinkinderen kreeg.

## Loopbaan
Stokvis studeerde kunstgeschiedenis aan de Universiteit Utrecht. Haar proefschrift (Cobra. Geschiedenis, voorspel en betekenis van een beweging in de kunst van na de Tweede Wereldoorlog, 1973) bevat een diepgaande studie van Cobra. In 1974 ontving zij daarvoor de Carel van Mander-prijs. In 2001 werd haar boek genoemd als een van de dertien klassiekers van de 20e eeuw in het 5e nummer van het Bulletin Quality Non-fiction from Holland, Special Issue: 20th Century Classics, gepubliceerd door de Stichting Fonds voor de Letteren. Eveneens in 2001 verscheen een geheel herziene vijfde druk van haar proefschrift, zowel in het Nederlands, het Frans, als het Deens. Korte versies verschenen in het Spaans, Engels, Nederlands, Frans, Duits en Chinees vanaf 1987. In 2017 verscheen opnieuw een geheel herziene versie, nu uitsluitend in de Engelse taal.
Stokvis werkte van 1965-’66 bij het Museum Boijmans Van Beuningen in Rotterdam ter voorbereiding van een grote Cobratentoonstelling, en als kunstcriticus onder andere voor Vrij Nederland. Van 1979 tot 1999 was zij docent moderne kunst aan de Universiteit Leiden.
Stokvis is samensteller, bewerker en (mede-) auteur van diverse boeken over moderne kunst, en schreef op dat gebied vele artikelen voor catalogi, kranten en tijdschriften.
Op 22 februari 2017 werd Stokvis benoemd tot officier in de Orde van Oranje Nassau.

## Boeken
- De revolutie in praktijk - Mijn leven met Cobra, Uitgeverij De Weideblik, Varik, 2022 ISBN 90-777-6789-4
- Cobra. Geschiedenis voorspel en betekenis van een beweging in de kunst van na de tweede wereldoorlog, Amsterdam: De Bezige Bij, 1974, (1980, 1985, 1990), ISBN 90-234-5159-7
- De doorbraak van de moderne kunst in Nederland, de jaren 1945-1951, Amsterdam: Meulenhoff/Landshoff, 1984, (1990), ISBN 90-290-1585-3 (met bijdragen van Isabel Brouwer en andere studenten)
- Lucebert dichter schilder, Amsterdam: Uniepers, 1984; (herziene 2e druk) Abcoude: Uniepers, 1993, ISBN 90-6825-094-9
- Cobra, de internationale van experimentele kunstenaars, (oorspronkelijke uitgave Cobra, Movimiento artístico internacional de la segunda posguerra, Barcelona: Ediciones Polígrafa, 1987), in verschillende talen verschenen, onder andere in het Nederlands te Amsterdam: Meulenhoff, 1988, ISBN 90-290-8170-8
- Vrij spel, Nederlandse kunst 1970-1990, Amsterdam: Meulenhoff, 1993, ISBN 90-290-8323-9 (met medewerking van Kitty Zijlmans en bijdragen van Jeske de Bekker en anderen)
- Dora Dolz luchtspiegelingen, beloften en herinneringen, Amsterdam: Judith Leyster Stichting, 1993, (met een oeuvrecatalogus, tentoonstellingsoverzicht en bibliografie door Elise van Melis), tekst ook in het Engels. ISBN 90-801406-1-9.
- De taal van Cobra, Abcoude: Uniepers / Cobra Museum voor Moderne Kunst Amstelveen, 2001, ISBN 90-6825-275-5; 2e druk paperback, idem, 2004, en gebonden, ISBN 90-6825-300-X (samen met Marijke Uittenbroek)
- Cobra 3 dimensionaal, Blaricum, V+K Publishing, 1998, ISBN 90-6611-552-1. Verscheen in het Engels onder de titel Cobra 3 dimensions, Londen, Lund Humphries, 1999.
- Cobra de weg naar spontaniteit, Blaricum: V+K Publishing, 2001, ISBN 90-74265-14-6; 2e druk, paperback, Alphen a/d/ Rijn: Icob, 2004, ISBN 90-5947-050-8. Verscheen in het Frans onder de titel Cobra la conquête de la spontanéité, Parijs: Gallimard, 2001, en in het Deens, onder de titel Cobra spontanitetens veje, Kopenhagen, Søren Fogtdal, 2001, ISBN 87-617-3024-6; 2e druk, paperback, Kopenhagen, Kunstbogklubben, 2004, ISBN 87-11-23035-5
- Cobra the last avant-garde movement of the twentieth century, Londen: Lund Humphries, 2004, ISBN 0-85331-898-0
- Klein Cultureel Woordenboek van de Nederlandse kunst, Amsterdam: Anthos, 2005, ISBN 90-414-0982-3 (Samen met Ilja Veldman en Elly Cassee)
- Cobra ABC, Nijmegen, BnM uitgevers, 2007, ISBN 978-90-77907-64-1
- Cobra 1948-1951, Uitgeverij Waanders, 2008, ISBN 978-90-40084-74-4
- De verborgen wereld van Eugène Brands; de periode van crisis, bezetting en naoorlogse jaren, Deventer: Thieme Art / Soesterberg: Aspekt, 2010, ISBN 978-90-78964-67-4; NUR 642,646*
- Cobra 1948-1951 The History of a European Avant-Garde Movement, Rotterdam, nai010 publishers, 2017, ISBN 978-94-6208-263-3

## Artikelen
- 1966 - ‘De “Cobrabeweging” November ‘48- November ‘51’ (pp. 7-26), en korte biografieën van 32 Cobraleden, in: de catalogus Cobra 1948/51, Museum Boymans-van Beuningen, Rotterdam. Deze teksten werden overgenomen in het Deens, in de Louisiana Revy,no.1 augustus 1966, 7e jrg., die als catalogus diende van dezelfde tentoonstelling die in 1966 ook in het Louisianamuseum, te Humlebæk, in Denemarken werd gehouden.
- 1971 - Vijf eeuwen Nederlandse boekdrukkunst, in zes talen verschenen als uitgave van het Ministerie van Buitenlandse Zaken t.g.v. de jaarwisseling 1970/’71 en bijlage bij een agenda (overgenomen en als boekje uitgebracht door de Arbeiderspers, Amsterdam, 1971), 52 pp.
- 1974 - ‘De gedrochtelijke wezens van Pierre Alechinsky (een Belgisch schilder onder Japanse invloed)’, Vrij Nederland, jrg. 35, 7 dec. 1974, p. 24.
- 1975 - ‘Sandberg –Het vertrouwen in het eigen oog- Een intellectuele prijs voor een strijdbaar anti-intellectueel’, Vrij Nederland, jrg. 36, 4 okt. 1975, p. 21.
- 1976 - ‘Malewitch. De kunstenaar van de revolutie. Een achtergelaten pakket als erfenis van de Russische avant-garde’, in Vrij Nederland, jrg. 37, 7 febr. 1976, p. 25.
- 1976 - ‘Kunst als vervanger van de religie (hier per abuis ‘geschiedenis’ gedrukt) –Michel Seuphor-: Geschiedenis is een fictie’, Vrij Nederland, jrg. 37, 13 nov. 1976, p. 25.
- 1977 - ‘Lucebert –omroeper van oproer-’, catalogus Lucebert at Lens Fine Art, Antwerpen, jan. febr. 1977, tekst in het Ned. en het Frans, 8 pp. (Nadien verschillende malen in andere publicaties opgenomen o.a. in de uitgave Ik draai een kleine revolutie af,ter gelegenheid van de tentoonstelling van ‘Beeldend en poëtisch werk van Lucebert uit de collectie Groenendijk te Amsterdam’, april-mei 1981, in het faculteitsgebouw Letteren en Wijsbegeerte van de Leuvense Universiteit.
- 1977 - ‘Dichtende schilders - schilderende dichters’, in catalogus van expositie Dichtende schilders – schilderende dichters (Hans Arp, Armando, Johan van den Berg, Willem Hussem, Lucebert, Jan Montijn, Michel Seuphor), samengesteld door Galerie Nouvelles Images, Den Haag, 1977, (tekst 8. pp.) getoond in Den Haag, Groningen en Hasselt.
- 1979 - ‘Het poëtisch universum van Eugène Brands’, in de catalogus Eugène Brands, Amsterdam, Galerie Nouvelles Images / Haarlem: Frans Hals Museum, 1979, pp. 7-22.
- 1979 - ‘Antonio Saura en zijn demonen’, De Nieuwe linie, 31, okt. 1979, p. 8-9.
- 1982 - ‘Het dynamische verbond met de materie. De Informele Kunst uit de jaren 1945-1960’ en ‘De Cobrabeweging’, in de catalogus Informele kunst 1945-1960, Rijksmuseum Twenthe, Enschede,(dec. 1982-jan. 1983) en Dordrechts Museum, jan.- mrt. 1983, pp. 9-18 en 41-53 (zie ook onder 1990).
- 1983 - ‘La place de Cobra dans le mouvement expressionniste internationale après 1945’, in Septentrion, revue de la culture Néerlandaise, 12 : 3 (1983). 6 pp.
- 1984 - ‘Cobra van Belgische zijde bezien’, in BEELD, tijdschrift voor kunst, kunsttheorie en kunstgeschiedenis (VU), no. 1, jan. 1984, pp. 7-13.
- 1984 - ‘De Nederlandse bijdrage aan de Cobrabeweging en verwanten in schilder en beeldhouwkunst’, in Geurt Imanse (red.), De Nederlandse identiteit in de kunst na 1945, Amsterdam, Meulenhoff/Landshoff, 1984, pp.18-62 (ISBN 90290 1549 7); herdruk Abcoude: Uniepers, 1995 (NUGI 911; ISBN 90 6825 165 1).
- 1984 - ‘De Stijl en Cobra. Nederlands tegenstrijdige bijdrage aan de kunst van de 20e eeuw –tegenstellingen, parallellen, overeenkomsten!’, in Met eigen ogen. Opstellen aangeboden door leerlingen en medewerkers aan Hans L.C. Jaffé, onder redactie van Marc Adang, Marijke van den Brandhof, Rineke Nieuwstraten, Willemijn Stokvis, Jan de Vries, Amsterdam: Meulenhoff, 1984,(ISBN 90 290 1518 7), pp. 253-263. Nogmaals in aanzienlijk uitgebreide verzie verschenen in Aspecten van het Interbellum, beeldende kunst, film, fotografie, cultuurfilosofie en literatuur in de periode tussen de twee Wereldoorlogen, in Leids Kunsthistorisch Jaarboek VII (1988), onder redactie van M.H.Würzner, Antoine Bodar, Nico J. Brederoo, Marijke van der Meij-Tolsma, P.F. Schmitz, Willemijn Stokvis en Kitty Zijlmans, ’s Gravenhage: SDU uitgeverij, 1990, (ISBN 90-12-06243-8), pp.183-214 (met samenvatting in het Engels).
- 1985 - ‘Namiddag van een faun’ (interpretatie van Luceberts wandschildering in het Letterkundig Museum), in Namiddag van een faun Luceberts wandschildering in het Letterkundig Museum, Scaldia Model 5, Scaldia papier Nijmegen, in de handel gebracht door Uitgeverij Impress Utrecht, 1985, pp. 25-31, (ISBN 90 6402 024 1).
- 1986 - ‘Jan Gommert Elburg, de dichter: een beeldend kunstenaar’, in Jan G.Elburg, Vroeger komt later, Amsterdam: Meulenhoff/Landshoff, 1986, pp. 7-32, (ISBN 90 290 8114 7).
- 1986 - ‘De theorieën van Asger Jorn –een correctie op het marxisme‘, NRC/Handelsblad, 9-5-1986.
- 1986 - ‘Achter de deur van 50 Rue Vercingétorix’ (over de beeldhouwster Lotti van der Gaag), NRC/Handelsblad, 11-12-1986.
- 1988 - ‘Cobra en Italië’, Jong Holland, jrg. 4, no. 5, 1988, pp. 2-10.
- 1989 - ‘Het surrealisme in theorie en praktijk. Een korte kenschets’ en ‘Het surrealisme en de Nederlandse kunst kort na 1945’, in Agnes Grondman e.a.(red.), De automatische verbeelding. Nederlandse surrealisten, Amsterdam: Meulenhoff/Landshoff, 1989, pp. 6-13 en 81-97, (ISBN 90290 8499 5).
- 1990 - ‘Totalitair en revolutionair denken en de avant-garde in de kunst’, De Gids, jrg. 153, no. 1, jan.1990, pp. 3-16. (ISSN 0016-9730)
- 1990 - ‘Die dynamische Bund mit der Materie. Die Informelle Kunst (1945-1960) aus historischer Perspektive’, in Hans Matthäus Bachmeyer en Otto van de Loo (ed.), Am Anfang war das Bild, publicatie bij een tentoonstelling München, Villa Stuck, maart-april 1990. pp. 131-154.(Bewerkte en aangevulde versie van combinatie van twee artikelen die in 1982 te Enschede verschenen, Rijks Museum Twenthe).
- 1991 - ‘Lucebert - een intellectueel barbaar’, in Jan G. Elburg e.a., Lucebert schilder-dichter, Amsterdam: Meulenhoff / Haarlem: Frans Halsmuseum, 1991, pp. 31-52. (ISBN 90 290 8066 3).
- 1993 - ‘‘Gustaaf Asselbergs en de Pop-Art in Nederland’ in de Commanderie van Sint Jan Nijmegen’’, in Kunst & Museum Journaal, jrg. 5, o. 3, 1993, pp. 53-56. (Dit blad verscheen tevens in het Engels).
- 1993 - ‘Cobra en de keramiek’, in Alles van waarde is weerloos. Keramiek van Cobraleden, (tekst in het Nederlands en het Engels) in de catalogus van gelijknamige tentoonstelling, Museum het Kruithuis, ’s-Hertogenbosch, 1993, pp. 11-29 (ISBN 90-6538-122-8). Tevens verschenen in het Engels in de bundel The unexpected. Artists’ Ceramics of the 20th Century, ’s-Hertogenbosch /(distributed by Abrams New York), * 1998, en in het Frans (aangevulde versie) in De la couleur et du feu, céramique d’artistes de 1885 à nos jours, Marseille, Musee Grobet-Labadie, 2000, pp. 67-83. (ISBN 2 7118 38196 (EK 39 3819)).
- 1994 - ‘De invloed van l’Art Brut op Cobra’, in Suzette Haaksma (red.), Art Brut, Amsterdam: uitgeverij Perdu, 1994, pp. 37-49. (ISBN 90 5188 0685).
- 1994 - ‘Cobra au Stedelijk Museum Amsterdam’, (tekst in het Frans, Engels en Nederlands) in de catalogus van de tentoonstelling Cobra au Stedelijk Museum Amsterdam, Musée National d’Histoire et d’Art Luxembourg, 1994, 6 pp. (Deze tekst werd gepubliceerd in het Portugees, Spaans en Russisch,in catalogi van dezelfde tentoonstelling in Lissabon (1995), Madrid, Fundación “La Caixa”, april-juni 1996 (ISBN 84-766-544-9), and Moskou, The State Tretyakov Gallery, april-mei 1997 (ISBN 90-74876-12-9). In herziene versie werd het in 2003 gepubliceerd in het Nederlands en het Engels in het Bulletin van het Cobra Museum voor Moderne Kunst Amstelveen ter gelegenheid van de tentoonstelling ‘Cobra Terug uit de Hermitage’, oct. 2003.
- 1995 - ‘Die Cobrabewegung und der deutsche Expressionismus’, (Tekst in het Duits en het Nederlands), in de catalogus van de tentoonstelling Cobra 1948-1951 eine Bewegung in Europa, Kunstverein Grafschaft Bentheim, febr.- maart 1995, pp. 13-19 (ISBN 3-926820-30-6).
- 1995 - ‘De taal van Cobra en haar bronnen’, in de catalogus De taal van Cobra, bij openingstentoonstelling van Cobra Museum voor Moderne Kunst Amstelveen, 1995, pp. 15-44 (ISBN 90-75485-01-8). Deze tekst verscheen tevens in het Spaans in de catalogus Cobra 50 años del movimiento, Museo de Bellas Artes Valencia, 1997 (ISBN 84-8324-012-2), en in het Chinees en het Engels in The Cobra Movement – 50 years, Hongkong Museum of Art, Hongkong, febr.- april 1999, en Kaohsiung Museum of Fine Arts, Kaohsiung, Taiwan, sept.- dec. 1999), en in herziene vorm in 2001 in de zelfstandige publicatie zowel in het Nederlands De taal van Cobra, Abcoude: Uniepers / Cobra Museum voor Moderne Kunst, Amstelveen (ISBN 90 6825 275 5), als in het Engels: The Language of Cobra, (ISBN 90 6825 276 3), herdrukt in 2004; voorts verscheen dit essay in herziene versie in het Engels Golda and Meyer Marks Cobra Collection, Milaan: Skira / Fort Lauderdale: NSU Art Museum, 2017, (ISBN 978-88-572-3635-3).
- 1997 - ‘De kunst in een multiculturele samenleving’, in Willemijn Stokvis, samenstelling en redactie, speciaal nummer van DECORUM, (blad van de vakgroep kunstgeschiedenis van de Leidse Universiteit,) met thema ‘Wereldkunst’, Leiden, jrg. 15, nr. 1+2, maart 1997, pp. 2-5.
- 1998 - ‘Art: New Perspectives to European (Western) Development’, in H.M. Enzensberger, V. Havel, G. Konrád et al: The European Challenge. Essays on culture in a changing continent, (Sociaal en Cultureel Planbureau) VUGA, Den Haag, pp. 215-235 (ISBN 90 5749 154 0).
- 1998 - ‘De jaren vijftig, voorvechters van vernieuwing in de kunst’, in Willemijn Stokvis, samenstelling en redactie, speciaal nummer van DECORUM, (blad van de vakgroep Kunstgeschiedenis van de Leidse Universiteit) met thema: ‘De jaren vijftig, voorvechters van vernieuwing in de kunst’, Leiden, jrg. 16, nr. 2, september, 1998 pp. 2-5.
- 2002 - Corneille, in de catalogus van de tentoonstelling Corneille visszatér / Corneille is back, Szépművészeti Muzeum (Museum of Fine Arts), Budapest (tekst in het Eng. En het Hongaars), pp. 39-76 (ISBN 963 7441859).
- 2002 - ‘Eugène Brands – In het teken van het experiment’, in Eugène Brands In het teken van het experiment, Amersfoort: De Zonnehof, 2002, 10-27. (ISBN 90-72149-61-0)
- 2003 - auteur van het hoofdstuk ‘Beeldende kunst internationaal na 1850’, en mede auteur van het hoofdstuk ‘Nederlandse en Oud-Vlaamse kunst’, in Nieuw Cultureel Woordenboek, Amsterdam, Anthos , met herdrukken in 2004 en 2005, resp. pp. 244-260 en pp. 419-433 (ISBN 90 414 0849 5), nadien gedigitaliseerd.
- 2003 - ‘Tajiri en Nederland, 1956-1962’, in de catalogus Snelheid, erotiek en geweld: Shinkichi Tajiri sculptuur, tekeningen, film, fotografie, verschenen bij de tentoonstelling van die naam in Museum Het Valkhof te Nijmegen, dec. 2003- april 2004, pp. 46-54. (ISBN 90-6829-077-0).
- 2008 - ‘Cobra and the world of Norse mythology’, in de catalogus van de tentoonstelling Cobra 60’, in het museum Aboa Vetus @ Ars Nova, Turku, Finland, nov. 2008 – febr. 2009, pp. 22-30, (ISBN 978-952-99532-9-5).
- 2011 - ‘Cobra, Paul Klee, and Children’s Drawings: A Chronology’, in tentoonstellingscatalogus Klee and Cobra A Child’s Play, bij een tentoonstelling met dezelfde naam, gehouden in Zentrum Paul Klee, Bern, mei-sept. 2011, uitgave in het Engels (ISBN 978-3-7757-2983-30) en in het Duits (ISBN 978-3775-2982-6); Louisiana Museum of Modern Art, Humlebæk, Denemarken, sept. 2011-jan. 2012 met catalogus in het Deens, en Cobra Museum voor Moderne Kunst Amstelveen, jan. – april 2012, met catalogus in het Nederlands, pp. 78-87, (ISBN 978 94 6130 043 0).
- 2013 - ‘I do not paint, I hit’, Karel Appel at the Height of his Painting Frenzy, 1959-1961’, in tentoonstellingscatalogus Karel Appel I do not paint I hit! (tekst ook in het Deens), bij de gelijknamige tentoonstelling in het Museum Jorn, Silkeborg, Denemarken, juni – augustus 2013, (ISBN 978-87-92307-16-3).
- 2014 - ‘Asger Jorn, the Danish Experimentalists and Tribal Art’ (tekst ook in het Deens), in de catalogus EXPO Jorn Art is a Festival, in 2014 in het Jorn Museum te Silkeborg en het Statens Museum for Kunst te Kopenhagen (ISBN 978-87-9230719-4 Engelse versie; ISBN 978-87-9230718-7 Deense versie).
- 2015 - ‘Constant’s New Babylon and De Stijl’, tevens in het Spaans, ‘Nueva Babilonia y De Stijl’ en in het Nederlands, ‘Constant’s New Babylon en De Stijl’, in de catalogi resp. Constant New Babylon. Aan ons de vrijheid, (ISBN 987 94 9208 1 58 2); Constant Nueva Babilonia, (ISBN 978-84-8026-522-5) en Constant New Babylon, (ISBN 978-84-8026-523-2) van de gelijknamige tentoonstelling in Museum Nacional Centro de Arte Reina Sofia, Madrid, 20 Oct.2015-29 Febr. 2016, en 28 mei –25 sept. 2016 Gemeente Museum Den Haag.
- 2018 - ‘Carl-Henning Pedersen and Eugène Brands –the two magi from Cobra-‘, in de catalogus Brands & Pedersen Traces of Cobra, Carl-Henning Pedersen & Else Alfelts Museum, 2018-2019,Herning Denemarken, pp. 76-99.

- Biblioteca Nacional de España: XX1020638
- Bibliothèque nationale de France: cb12109276k (data)
- Gemeinsame Normdatei: 11213260X
- International Standard Name Identifier: 0000 0001 0881 6395
- Library of Congress Control Number: n84058143
- Nationale Bibliotheek van Letland: 000062944
- Nationale Bibliotheek van Israël: 987007444508005171
- Nederlandse Thesaurus van Auteursnamen: 068477910
- Système universitaire de documentation: 029472318
- Virtual International Authority File: 27096726
- WorldCat: E39PBJbRdrY4cDgyrQBh9cdYT3